# Ohleriella neomexicana
Ohleriella neomexicana är en svampart som beskrevs av Earle 1902. Ohleriella neomexicana ingår i släktet Ohleriella och familjen Delitschiaceae.   Inga underarter finns listade i Catalogue of Life.